# Петер Анкерсен
Петер Анкерсен (дан. Peter Ankersen; нар. 22 вересня 1990, Копенгаген) — данський футболіст, захисник клубу «Норшелланн».

## Клубна кар'єра
Вихованець футбольного клубу «Есб'єрг», у складі якого дебютував на дорослому рівні в 2009 році.
У 2010 році перейшов до команди «Вайле». За «Вайле» Петер провів 46 матчів, але влітку 2012 року його продали до норвезького клубу «Русенборг». Але за сімейними обставинами він повернувся до Данії, де уклав чотирирічний контракт з своїм рідним клубом «Есб'єрг». Разом зі своїм рідним братом Якобом він став основним гравцем команди. 20 серпня 2013 в матчі проти «Орхусу» (5-1) Петер забив гол у стилі Марко ван Бастена в фінальному матчі Євро 88. Цей гол був номінований на нагорода імені Ференца Пушкаша.
З 2014 по 2016 він захищав кольори австрійського клубу «Ред Булл» (Зальцбург), щоправда один сезон провів у складі «Копенгагена» на правах оренди. А влітку 2016 року уклав зі столичним клубом повноцінний контракт.
2 вересня 2019 року перебрався до Італії, уклавши контракт з «Дженоа» до 2021 року.
По ходу сезону 2019/20 взяв участь лише у 19 іграх Серії A, здебільшого виходячи на заміну.
26 вересня 2020 року «Копенгаген» оголосив, про повернення Анкерсена до його лав і укладання з гравцем чотирирічного контракту.

## Виступи за збірні
17 травня 2013 року дебютував у офіційних матчах у складі національної збірної Данії в товариській зустрічі проти Грузії.
Свій перший гол Анкерсен забив 11 листопада 2016 у відбірковому матчі чемпіонату світу 2018 у ворота збірної Казахстану. Данія здобула перемогу 4-1.
| Дата       | Місто          | Господарі            | Результат | Гості       | Турнір                               | Голи | Примітки |
| ---------- | -------------- | -------------------- | --------- | ----------- | ------------------------------------ | ---- | -------- |
| 14-8-2013  | Гданськ        | Польща               | 3 – 2     | Данія       | товариський матч                     | -    | 46'      |
| 10-9-2013  | Єреван         | Вірменія             | 0 – 1     | Данія       | Відбір до ЧС 2014                    | -    | 38'      |
| 15-10-2013 | Копенгаген     | Данія                | 2 – 1     | Мальта      | Відбір до ЧС 2014                    | -    |          |
| 15-11-2013 | Гернінг        | Данія                | 2 – 1     | Норвегія    | товариський матч                     | -    | 46'      |
| 28-5-2014  | Копенгаген     | Данія                | 1 – 0     | Швеція      | товариський матч                     | -    | 66'      |
| 3-9-2014   | Оденсе         | Данія                | 1 – 2     | Туреччина   | товариський матч                     | -    | 84'      |
| 7-9-2014   | Копенгаген     | Данія                | 2 – 1     | Вірменія    | Відбір до ЧЄ 2016                    | -    |          |
| 11-10-2014 | Ельбасан       | Албанія              | 1 – 1     | Данія       | Відбір до ЧЄ 2016                    | -    | 71'      |
| 14-11-2014 | Белград        | Сербія               | 1 – 3     | Данія       | Відбір до ЧЄ 2016                    | -    | 70'      |
| 3-6-2016   | Toyota         | Боснія і Герцеговина | 2 – 2     | Данія       | Kirin Cup                            | -    | 86'      |
| 7-6-2016   | Суйта          | Данія                | 4 – 0     | Болгарія    | Kirin Cup                            | -    |          |
| 31-8-2016  | Горсенс        | Данія                | 5 – 0     | Ліхтенштейн | товариський матч                     | -    |          |
| 4-9-2016   | Копенгаген     | Данія                | 1 – 0     | Вірменія    | Відбір до ЧС 2018                    | -    |          |
| 8-10-2016  | Варшава        | Польща               | 3 – 2     | Данія       | Відбір до ЧС 2018                    | -    |          |
| 11-10-2016 | Копенгаген     | Данія                | 0 – 1     | Чорногорія  | Відбір до ЧС 2018                    | -    |          |
| 11-11-2016 | Копенгаген     | Данія                | 4 – 1     | Казахстан   | Відбір до ЧС 2018                    | 1    |          |
| 15-11-2016 | Млада Болеслав | Чехія                | 1 – 1     | Данія       | товариський матч                     | -    | 78'      |
| 26-3-2017  | Клуж-Напока    | Румунія              | 0 – 0     | Данія       | Відбір до ЧС 2018                    | -    | 60'      |
| 11-11-2017 | Копенгаген     | Данія                | 0 – 0     | Ірландія    | Відбір до ЧС 2018                    | -    |          |
| 14-11-2017 | Дублін         | Ірландія             | 1 – 5     | Данія       | Відбір до ЧС 2018                    | -    | 54'      |
| 16-10-2018 | Гернінг        | Данія                | 2 – 0     | Австрія     | товариський матч                     | -    |          |
| 19-11-2018 | Орхус          | Данія                | 0 – 0     | Ірландія    | Ліга націй УЄФА 2018-2019 - 1-й етап | -    |          |
| 21-3-2019  | Приштина       | Косово               | 2 – 2     | Данія       | товариський матч                     | -    | 90'      |
| 10-6-2019  | Копенгаген     | Данія                | 5 – 1     | Грузія      | Відбір до ЧЄ 2020                    | -    |          |
| 12-10-2019 | Копенгаген     | Данія                | 1 – 0     | Швейцарія   | Відбір до ЧЄ 2020                    | -    | 79'      |
| 15-11-2019 | Ольборг        | Данія                | 4 – 0     | Люксембург  | товариський матч                     | -    |          |
| Усього     |                | Матчів               | 27        |             | Голів                                | 1    |          |

## Титули і досягнення

### Клубні
«Есб'єрг»
- Кубок Данії: 2012-13

«Ред Булл»
- Чемпіон Австрії: 2014-15
- Кубок Австрії: 2014-15

«Копенгаген»
- Чемпіон Данії: 2015-16, 2016-17, 2018-19, 2021-22, 2022-23
- Кубок Данії: 2015-16, 2016-17, 2022-23